# 斯希尔德
斯希尔德（荷蘭語：Schilde，荷蘭語發音：[ˈsxɪldə] ⓘ）是比利时弗拉芒大區安特衛普省安特衛普區的一个市镇，通行荷蘭語，是弗拉芒社群的一部分，面积35.99平方千米，人口19,585人（2018年1月1日）。斯希尔德是弗拉芒大區人均收入最高的市镇之一。